# Banjō Ginga
Banjō Ginga (jap. 銀河 万丈 Ginga Banjō; ur. 12 listopada 1948 w Kōfu) – japoński aktor głosowy (seiyū) pracujący dla firmy Aoni Production. Jego prawdziwe nazwisko to Takashi Tanaka (田中 崇 Tanaka Takashi). Żonaty z aktorką głosową Garą Takashimą.

## Wybrane role
- Bakuryū Sentai Abaranger – Brachio
- Densetsu Kyojin Ideon – Damido Pechi
- Dookoła świata z Willym Foggiem – Willy Fogg
- Dragon Ball – Bora, Pułkownik Srebrny, Król Vegeta
- Eureka Seven – Greg Egan
- Pięść Gwiazd Północy – Souther
- Kidō Senshi Gundam – Gihren Zabi
- Kikō Kantai Dairugger XV – Mack Chukker
- Księga dżungli – Baloo
- Kyōshoku Sōkō Guyver – Gaster
- Mała księżniczka – Ralph Crewe
- Metal Gear Solid – Liquid Snake
- Pollyanna – Pendelton
- Rycerze Zodiaku – Cassios

## Źródła i linki zewnętrzne
- Profil Banjō Ginga na stronie Aoni Production